# Newburgh Point
Der Newburgh Point ist eine Landspitze der Lavoisier-Insel in der Gruppe der Biscoe-Inseln westlich der Antarktischen Halbinsel. Sie stellt den nordwestlichen Ausläufer der Insel dar.
Luftaufnahmen der Falkland Islands and Dependencies Aerial Survey Expedition (1958–1959) dienten ihrer Kartierung. Das UK Antarctic Place-Names Committee benannte sie 1960 nach dem US-amerikanischen Physiologen Louis Harry Newburgh (1883–1956), der sich mit der Thermoregulation des menschlichen Körpers und der passenden Kleidung für polare Regionen beschäftigt hatte.